# Sicà
Sicà (en llatí Sicanus, en grec antic Σικανός "Sikanós") fill de Execestus, va ser un dels tres generals dels siracusans que encapçalats per Hermòcrates de Siracusa es van anomenar en el moment de produir-se la invasió atenenca de l'illa l'any 415 aC.
L'any 413 aC després de rebutjar als atenencs a Epípoles, el van enviar amb tretze vaixells a Agrigent, governat pel partit siracusà, per demanar subministraments, però abans d'arribar l'oposició va prendre el poder i no va poder desembarcar.
En la lluita naval aquell mateix any contra els atenencs, que van ser vençuts i on va morir Eurimedó, Sicà, segons Diodor de Sicília, va ser l'autor del pla per incendiar les naus enemigues que s'havien situat en aigües poc profundes vora la riba. després va dirigir un ala de la flota siracusana en la batalla final del Setge de Siracusa on els atenencs van ser derrotats decisivament.